# Schistotylus purpuratus
Schistotylus purpuratus är en orkidéart som först beskrevs av Herman Montague Rucker Rupp, och fick sitt nu gällande namn av Alick William Dockrill. Schistotylus purpuratus ingår i släktet Schistotylus och familjen orkidéer. Inga underarter finns listade i Catalogue of Life.